# Как ослик счастье искал
«Как ослик счастье искал» — советский цветной кукольный мультипликационный фильм, снятый режиссёром Владимиром Дегтярёвым по сценарию Екатерины Каргановой на студии «Союзмультфильм» в 1971 году.

## Сюжет
По дорожке бежит весёлый маленький Ослик, неожиданно спотыкается на камне и тут же на него падает яблоко. Сидевшие на ветке птички заголосили: «Ах, какое несчастье!» Ослик задумался, а потом произнёс: «Что такое несчастье — я знаю. А что же такое счастье? Надо будет спросить».
Овечка, у которой Ослик первой спросил, есть ли у неё счастье, не нашла его в своём сундуке. Козочка, у которой про счастье спросили уже и Ослик и Овечка, не нашла его в своём холодильнике. «Самое настоящее счастье» нашлось у Гуся, в виде полного ведра головастиков, но Ослику так не показалось. Старый Ворон показал Ослику путь к Счастью — в самые дебри дремучего леса. Козочка, Овечка и Ослик, продравшись сквозь лесную чащу, встречаются с девочкой, плачущей на поляне. Ослик спрашивает у девочки: «Ты — наше счастье?», а та отвечает: «Нет, я Маша. Я заблудилась».
Отпоили от слёз девочку друзья молоком, согрели тёплым платком и довезли до дома. Прощаясь, Маша после поцелуев сказала: «Какое счастье, что вы меня нашли!» Прислушались звери к знакомому, но так и непонятому слову, и, глядя в экран, Ослик спросил у зрителей: «Так что же такое — счастье?» А счастье, оказывается, это возможность делать доброе дело.

## Съёмочная группа
| Автор сценария            | Екатерина Карганова |
| Режиссёр-постановщик      | Владимир Дегтярёв |
| Художник-постановщик      | Анатолий Курицын |
| Художники-мультипликаторы | Борис Савин, Вячеслав Шилобреев |
| Оператор и режиссёр       | Михаил Каменецкий |
| Композитор                | Оскар Фельцман |
| Звукооператор             | Георгий Мартынюк |
| Роли озвучивали           | - Роза Макагонова — девочка Маша - Сергей Мартинсон — Овечка - Евгения Мельникова — Коза - Георгий Милляр — Ворон - Анатолий Папанов — Гусь - Клара Румянова — Ослик / птичка |

## Технические данные
| Тип                          | объёмный                |
| Возрастная категория         | - Для малышей - (0+)    |
| Цветность                    | цветной                 |
| Количество частей            | 1                       |
| Продолжительность            | 9 минут 31 секунда      |
| Киностудия                   | Союзмультфильм          |
| Дата выхода на экраны        | 1971 год                |
| Разрешительное удостоверение | 214018205 от 07.06.2005 |

## Описание, отзывы и критика
На основе мультфильма в 1973 году была опубликовано отдельное переиздание сказки.
По мнению Л. Закржевской, вполне хорошая детская кукольная картина Дегтярёва «Как ослик счастье искал» является откровенно дидактической, но поучения в ней даются ненавязчиво и очень тактично; по ходу действия, как бы невзначай, оказывается, что помогать другим — это и есть счастье.
Киновед Анри Вартанов на страницах мартовского выпуска журнала «Детская литература» за 1975 год отметил, что, несмотря на то, что события мультфильма «Как ослик счастье искал» режиссёра Владимира Дегтярёва по сценарию Екатерины Каргановой построены на одной лишь черте характера главного героя, получилась привлекательная сказка об ослике, который, уверовав в необходимости обрести собственное счастье, ходит в его поисках, потому что чужие варианты его не устраивают. Вартанов не стал упрекать авторов фильма в том, что они положили в его основу неподходящую для короткой детской сказки очень взрослую и даже весьма философскую мысль о поисках идеала, столкновении возвышенной и потребительской концепций счастья, поскольку, по его мнению, выводы фильма не окажутся для юных зрителей назидательным плоским уроком человеколюбия из-за убедительных и естественных обаяния и жажды общения главного персонажа.
По мнению Ардзинбы В. А., в интересном советском мультфильме «Как ослик счастье искал» достоверно показано, как люди бывают просто счастливы, как дети, живя настоящим, наслаждаясь жизнью, не задумываясь о том, счастливы они или нет, пока не встретятся с несчастьем. И только тогда начинают сравнивать, разбираться, что же такое счастье, стараться найти это самое счастье, отправляться за ним в путь, «в самую чащу леса».
По мнению Шуваловой О. О., мультфильм «Как ослик счастье искал» подходит для освоения темы «глаголы движения», так как в нём используются «формы родительного падежа в различных значениях и дательного падежа в значении адресата». Кроме того, несмотря на то, что фильм предназначен, в первую очередь детям, он интересен в любом возрасте и предоставляет повод обсудить философские темы.